# Manuel Maranda
Manuel Maranda (* 9. Juli 1997) ist ein österreichischer Fußballspieler.

## Karriere

### Verein
Maranda begann seine Karriere beim ASC Götzendorf. Zur Saison 2009/10 wechselte er zum FC Admira Wacker Mödling, bei dem er später auch in der Akademie spielte. Im Mai 2015 debütierte er für die Amateure der Admira in der Regionalliga, als er am 29. Spieltag der Saison 2014/15 gegen den SC-ESV Parndorf 1919 in der Startelf stand. In der Winterpause der Saison 2015/16 rückte er in den Kader der Profis. Im März 2016 stand er gegen den SK Rapid Wien erstmals im Spieltagskader. Im April 2016 gab er sein Debüt in der Bundesliga, als er am 31. Spieltag der Saison 2015/16 gegen den SV Grödig in der Startelf stand und in der 70. Minute durch Philipp Posch ersetzt wurde. Bis Saisonende kam er zu drei Einsätzen in der Bundesliga und zu 17 in der Regionalliga.
In der Saison 2016/17 absolvierte er 13 Spiele in der Bundesliga und kam zu zwölf Einsätzen für die Amateure. Im März 2018 erzielte er bei einem 1:1-Remis gegen die Amateure des SKN St. Pölten sein erstes Tor in der Regionalliga. In der Saison 2017/18 kam er fünf Mal in der Bundesliga und 13 Mal in der Regionalliga zum Einsatz. Nach der Saison 2017/18 verließ er die Admira.
Daraufhin wechselte er zur Saison 2018/19 zur zweitklassigen Zweitmannschaft des FC Wacker Innsbruck. Im Oktober 2018 spielte er schließlich auch erstmals für die erste Mannschaft von Wacker Innsbruck. Mit Wacker musste er 2019 aus der Bundesliga absteigen. In der Saison 2018/19 kam er zu 16 Einsätzen in der Bundesliga und zehn in der 2. Liga.
Zum siebten Spieltag der Drittligasaison 2019/20 wechselte der Verteidiger im August 2019 nach Deutschland zum FC Carl Zeiss Jena, bei dem er einen bis Juni 2021 laufenden Vertrag erhielt. Die Thüringer hatten vor Saisonstart bereits Marandas ehemaligen Innsbrucker Mannschaftskollegen Daniele Gabriele verpflichtet. Maranda hätte zur Saison 2019/20 eigentlich nach England zum Zweitligisten FC Barnsley wechseln sollen, Barnsley verweigerte jedoch trotz unterschriebenen Transfervertrages und Arbeitsvertrages die Anmeldung. Nach der Saison 2019/20, in der er mit Jena aus der 3. Liga abstieg, verließ er den Verein nach 16 Drittligaeinsätzen.
Daraufhin kehrte er zur Saison 2020/21 nach Österreich zurück und wechselte zum Bundesligisten SKN St. Pölten, bei dem er einen bis Juni 2022 laufenden Vertrag erhielt. Für den SKN kam er in der Saison 2020/21 zu 16 Bundesligaeinsätzen. Mit den Niederösterreichern stieg er allerdings zu Saisonende in die 2. Liga ab. Danach verließ er den Verein nach der Saison 2020/21 wieder und schloss sich dem ebenfalls zweitklassigen FC Blau-Weiß Linz an, bei dem er einen bis Juni 2023 laufenden Vertrag erhielt.

### Nationalmannschaft
Maranda debütierte im April 2015 gegen Montenegro für die österreichische U-18-Auswahl, für die er bis Mai 2015 drei Mal spielte. Im November 2015 kam er gegen Georgien erstmals für die U-19-Mannschaft zum Einsatz. Mit dieser nahm er 2016 auch an der EM teil, bei der man als Letzter der Gruppe A jedoch in der Vorrunde ausschied. Maranda kam während des Turniers zu einem Einsatz.
Im Juni 2017 debütierte er gegen Ungarn für die U-21-Auswahl. Bis Juni 2018 kam er zu fünf Einsätzen für diese.

## Persönliches
Seine Cousins Lukas Malicsek und Philipp Malicsek sind ebenfalls Fußballspieler.